# SpongyaBob: Spongya szökésben
A SpongyaBob: Spongya szökésben (eredeti cím: The SpongeBob Movie: Sponge on the Run) 2020-ban bemutatott amerikai vegyes technikájú film, amelyben valós és számítógéppel animált díszletek, élő és számítógéppel animált szereplők közösen szerepelnek. A játékfilm rendezője Tim Hill, producere Ryan Harris. A forgatókönyvet Tim Hill, Jonathan Aibel és Glenn Berger írta, a zenéjét Hans Zimmer és Steve Mazzaro szerezte. A film a Paramount Animation, a Nickelodeon Movies, a United Plankton Pictures és a Mikros Image gyártásában készült, a Paramount Pictures forgalmazásában jelent meg. Műfaját tekintve akciófilm, fantasyfilm, kalandfilm és filmvígjáték. Ez a SpongyaBob Kockanadrág című animációs sorozat harmadik filmes spin-offja.
Amerikában 2020 májusában, majd augusztusában, míg Magyarországon 2020 júniusában, majd augusztusában mutatták volna be a mozikban, de a koronavírus-járvány gyors terjedése miatt elhalasztották. Amerikában 2021. március 4-én került be a Paramount+ streamingszolgáltató kínálatába, Magyarországon pedig a Netflixen mutatták be 2020. november 5-én.

## Szereplők
| Animált szereplő       | Eredeti hang                  | Magyar hang                |
| ---------------------- | ----------------------------- | -------------------------- |
| SpongyaBob Kockanadrág | Antonio Raul Corbo (fiatalon) | Maszlag Bálint (fiatalon)  |
| SpongyaBob Kockanadrág | Tom Kenny                     | Baráth István              |
| Csigusz                | Tom Kenny                     | Saját hangján              |
| Csillag Patrik         | Bill Fagerbakke               | Bognár Tamás               |
| Csillag Patrik         | Jack Gore (fiatalon)          | Sándor Barnabás (fiatalon) |
| Tintás Tunyacsáp       | Rodger Bumpass                | Dolmány Attila             |
| Tintás Tunyacsáp       | Jason Maybaum (fiatalon)      | Vida Bálint (fiatalon)     |
| Rák úr                 | Clancy Brown                  | Petridisz Hrisztosz        |
| Sheldon J. Plankton    | Mr. Lawrence                  | Németh Gábor               |
| Karen                  | Jill Talley                   | Hámori Eszter              |
| Szandi Csovi           | Carolyn Lawrence              | Kisfalvi Krisztina         |
| Szandi Csovi           | Presley Williams (fiatalon)   | Engel-Iván Lili (fiatalon) |
| Puff asszony           | Mary Jo Catlett               | Halász Aranka              |
| Pearl Krabs            | Lori Alan                     | Pap Katalin                |
| Otto                   | Awkwafina                     | Solecki Janka              |
| Poszeidón király       | Matt Berry                    | Varga Gábor                |
| Kancellár              | Reggie Watts                  | Szabó Sipos Barnabás       |
| Ceremóniamester        | Tiffany Haddish               | Náray Erika                |
| Mesélő                 | Tim Hill                      | Dörner György              |
| Élőszereplő            | Színész                       | Magyar hang                |
| Bölcs                  | Keanu Reeves                  | László Zsolt               |
| El Diablo              | Danny Trejo                   | Varga Tamás                |
| Szerencsejátékos       | Snoop Dogg                    | Kálid Artúr                |